# Aguada Troncoso
Aguada Troncoso es un paraje del departamento Ñorquincó, en la provincia de Río Negro, Argentina. El origen de esta localidad está dado por la estación de ferrocarril del mismo nombre. Está ubicada en la posición geográfica 41°45′50″S 70°21′17″O / -41.76389, -70.35472. 
- Datos: Q5660270